# Gerhard Armauer Hansen
Gerhard Henrick Armauer Hansen (29 de julio de 1841 – 12 de febrero de 1912) fue un médico noruego que es conocido como el descubridor en 1873 de que el Mycobacterium leprae era el agente causante de la lepra o "mal de Hansen".
La lepra era reconocida como largamente hereditaria o también se hablaba de un origen en las miasmas. Hansen concluye con la base de estudios epidemiológicos que la lepra era una específica enfermedad con una causa específica. En 1870-71 Hansen viaja a Bonn y a Viena para entrenarse en técnicas de cultivo bioquímico de manera de probar su hipótesis. En 1873, puede anunciar el descubrimiento de Mycobacterium leprae en tejidos de todos los afectados, aunque no la identifica como bacteria, y recibe muy poco apoyo.
En 1879, le envía muestras de tejido a Albert Neisser quien exitosamente aísla la bacteria y anuncia su descubrimiento en 1880, reclamando el haber encontrado el organismo causante de la enfermedad. Hubo conflicto entre Neisser y Hansen, Hansen como descubridor del germen baciloso y Neisser al identificar el agente etiológico.
Más tarde Hansen intenta infectar al menos a una paciente mujer sin su consentimiento y aunque no produjo daño, todo terminó en la corte y Hansen pierde su puesto en el hospital.
Hansen permaneció como médico del leprosario de Noruega. Y fue responsable de hacer declinar a la lepra en Noruega de 1800 casos en 1875 a 575 casos en 1901. Su distinguida obra es reconocida por el "International Leprosy Congress" llevado a cabo en Bergen en 1909.
Hansen sufría de sífilis desde los 1860s, pero fallece de un ataque cardiaco.

## Honores
En Bergen, el Museo Médico se designó "Hansen". La Universidad de Bergen tienen una edificación con su dedicatoria - Armauer Hansen Building. Los Archivos del Leprosario de Bergen, ha sido nominado por la Unesco en la lista: Programa Memoria del Mundo.